# معماری الیزابتی

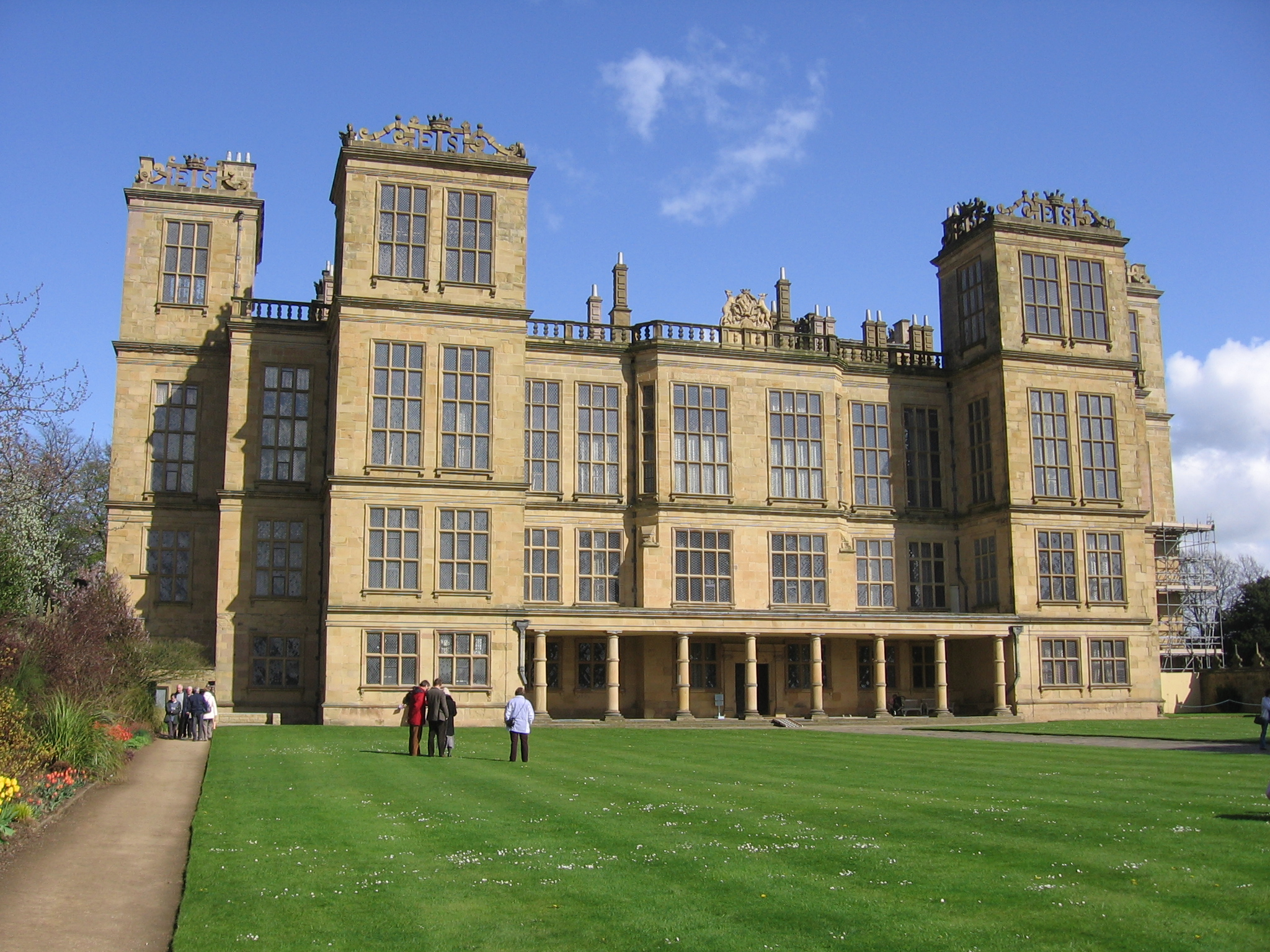
رنوسانس انگلستان

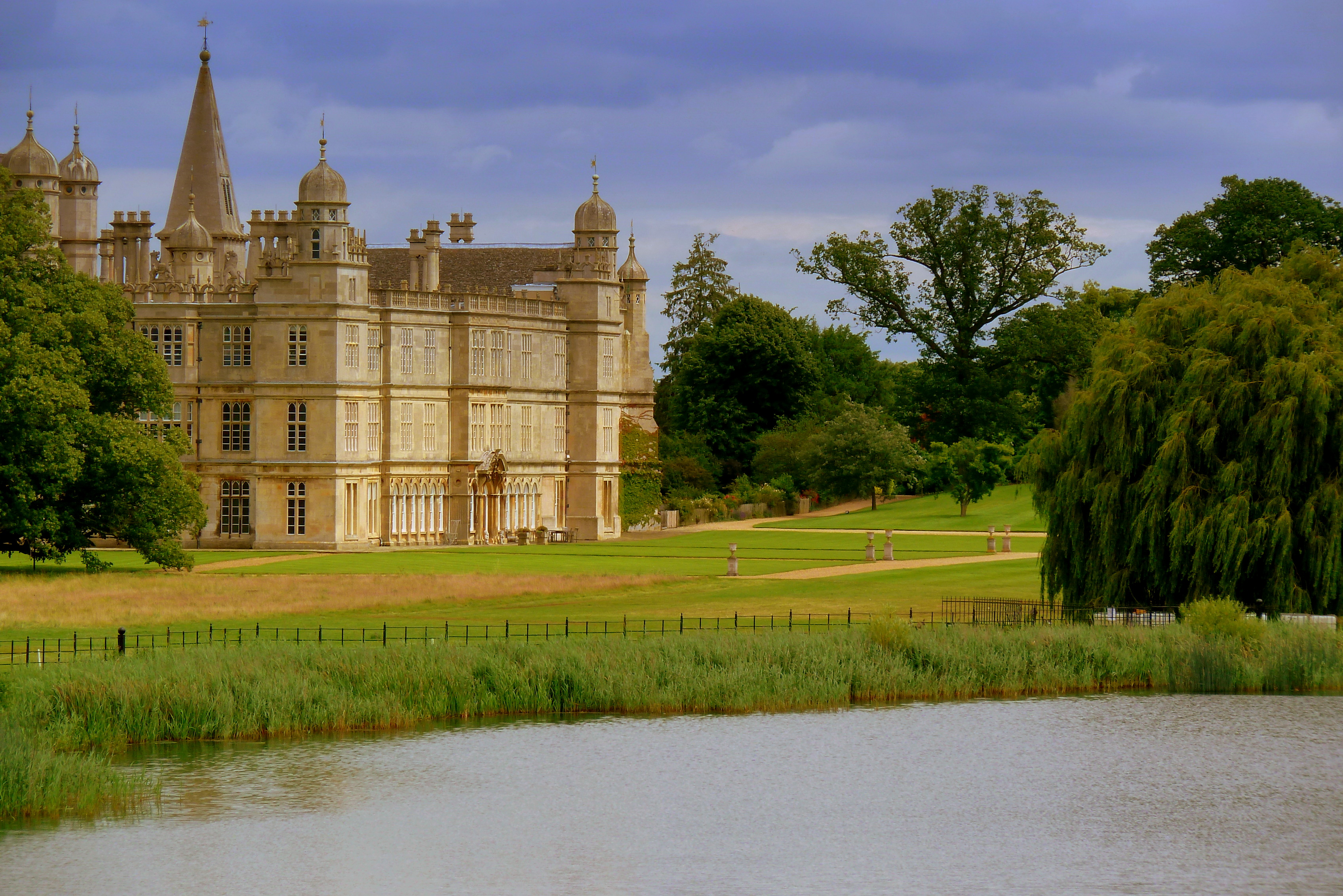
خانه بورگلی

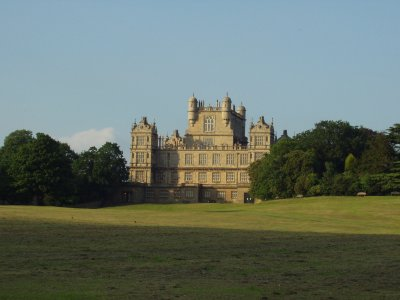
ساختمانی به سبک معماری الیزابتی

معماری الیزابتی (به انگلیسی: Elizabethan architecture) به معماری ابتدای دورهٔ رنسانس در زمان سلطنت ملکه الیزابت اول در انگلستان گفته می‌شود.
به لحاظ تاریخی این دوره با رنسانس قرن شانزدهم در ایتالیا رنسانس نوپادر فرانسه و سبک پلاترسک Plateresque در اسپانیا مشابه است.
به لحاظ سبک‌شناسی معماری الیزابتی پیرو شیوه معماری تئودور Tudor architecture بوده و به‌طور عمده در قرن هفدهم توسط برجسته‌ترین توسعه دهندهٔ این سبک یعنی معماری جاکوبی Jacobean architecture به موفقیت دست یافت و توسط معماری پالادین TPalladian architecture که توسط اشراف اقلیت در دربار خصوصاً اینیگو جونز Inigo Jones مطرح شده بود مطرح گردید.

## تاریخچه
معماری رنسانس در طول سلطنت الیزابت اول به انگلستان رسید و در ابتدا در کشورهای کوچکتر گسترش یافت. جایی که در خلال خصوصیات دیگر نسخه‌هایی از سبک لبهٔ بام‌ها و سردرهای پلکانی آلمانی و نیز نقوش فلانبری را در طراحی هندسی پیدا کردند.
هر دوی این خصوصیات در برج Wollation Hall و مجدداً در Montacute House قابل مشاهده است.همچنین در همین زمان بود که خانه‌های انگلیسی ایدهٔ یک سالن بلند که به عنوان اتاق پذیرایی اصلی مورد استفاده قرار می‌گرفت را پذیرفتند.در انگلستان رنسانس به معرفی خود با خانه‌های بزرگ مربعی شکل و مرتفع گرایش بیشتری پیدا کرد
همانند Longleat House.
اغلب این بناها دارای برج‌های نامتقارنی بودند که در پی تکامل معماری مستحکم قرون وسطی به وجود آمده بودند.خانه هاتفیلد Hatfield House که به‌طور کامل توسط Robert Cecil در بین سال‌های (۱۶۰۷ و۱۶۱۱) ساخته شد یک مثال کامل از دورهٔ گذر از سبک برج‌های سه گوش شیروانی باقی‌مانده از عصر قبل است.
بال‌های این بنا با برج‌های دارای شیروانی در هر انتها با پنجره‌های عمودی آن به وضوح قابل مشاهده‌اند.البته کل بنا دارای تقارن است و ۲ بال آن توسط نماهای رنسانس ایتالیایی به هم پیوسته‌اند.
این نمای مرکزی که در اصل یک تالار مسقف است به شخص Inigo Jones نسبت داده می‌شود ولی دالان مرکزی تأثیر بسیار فراتر از ایده‌های جونز از معماری جاکوبی گرفته‌است بنابراین به نظر می‌رسد این نظریه صحیح نباشد.
در داخل خانه پلکانی با تزئینات (حاوی جزئیات بسیار) تأثیر معماری رنسانس ایتالیایی را بر شیوهٔ تزئینات انگلیسی به خوبی نشان می‌دهد.در طول سلطنت هنری هشتم و ادوارد ششم تعداد زیادی هنرمند ایتالیایی به انگلیس آمده و کارهای دکوراتیو بسیاری را درکاخ همپتون کورت و برخی مکان‌های دیگر انجام دادند.
بعدها در همین قرن هنرمندان فلانگری بر ایتالیایی‌ها غالب شدند.رویال اکچنج Royal Exchange در لندن یکی از اولین بناهای مهم است که توسط معماری از آنتورپ طراحی شد.

## معمارانی که در دورهٔ معماری الیزابتی فعال بودند
- رابرت آدامز
- William Arnold
- Simon Basil
- Robert Lyminge
- Robert Smythson
- John Thorpe or Thorp